# Фільмографія Сильвестра Сталлоне

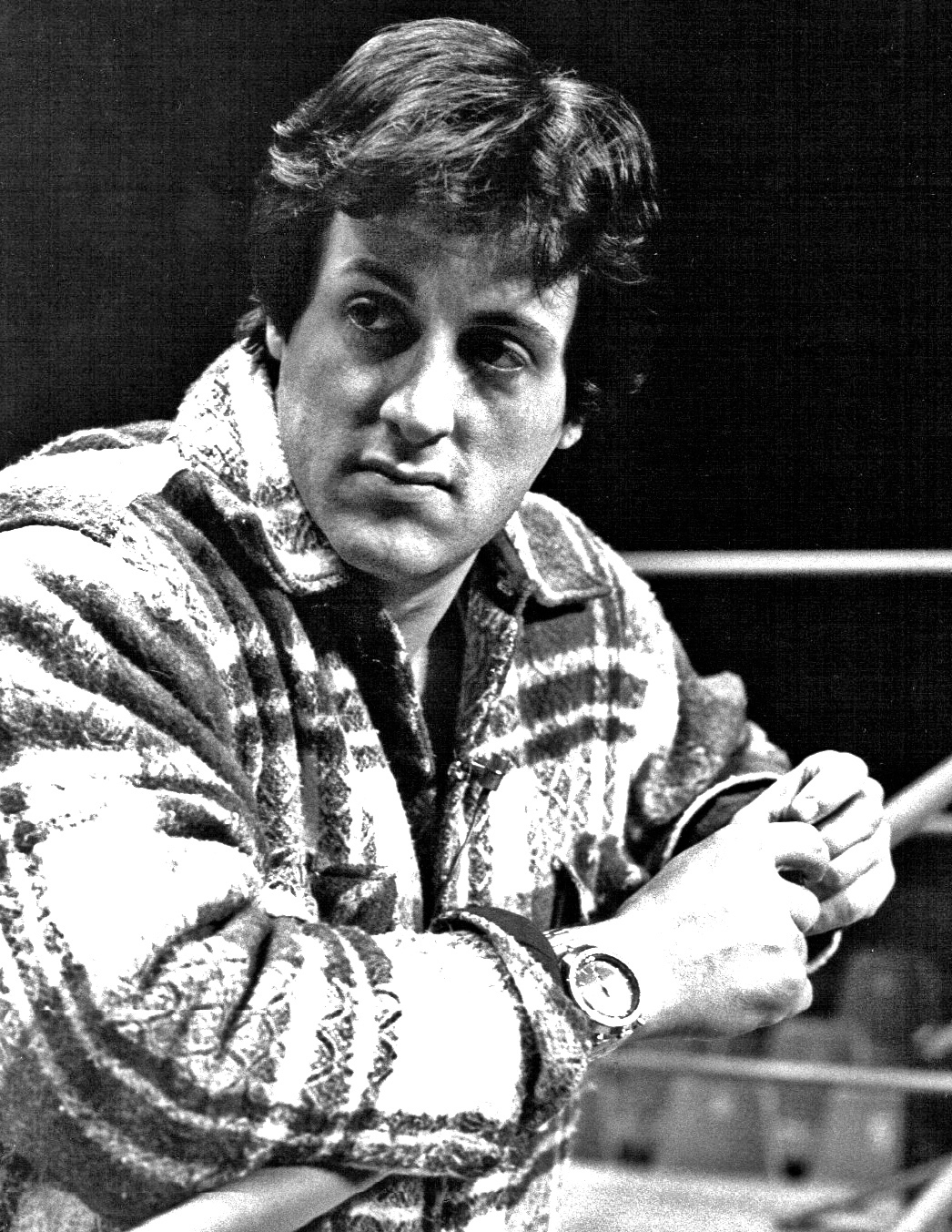
Сильвестр Сталлоне в 1977 році

Сильвестр Сталлоне (англ. Sylvester Stallone) — відомий американський актор, кінорежисер та кінопродюсер. З 14 червня 1984 року його ім’я знаходиться на Голлівудській алеї слави.
Сталлоне розпочав свою акторську кар'єру, знімаючись у порноеротиці щоб забезпечити себе, а також виконував невеликі ролі у фільмах, зокрема грав в картинах «Банани» Вуді Аллена та «Клют» Алана Пакули. Переломним моментом у кар’єрі актора став 1976 рік, коли він написав сценарій для фільму «Роккі», де зіграв головну роль. Картина принесла йому дві номінації на Оскар за «найкращу чоловічу роль» та «найкращий оригінальний сценарій». Протягом своєї кар'єри Сталлоне писав сценарії та став режисером різних фільмів, знімався в основному в бойовиках і спортивних фільмах, хоча відзначився також в трилерах, драмах, науково-фантастичних фільмах та кінокомедіях — загалом у понад 78 картинах. 
Цей список присвячений роботам, де він виступив як актор, режисер, сценарист чи продюсер.

## Фільми
| Рік  | Назва українською                               | Оригінальна назва                                | Роль                              | Примітки                                                       | Джерело |
| ---- | ----------------------------------------------- | ------------------------------------------------ | --------------------------------- | -------------------------------------------------------------- | ------- |
| 1969 |                                                 | The Square Root                                  | Невідомо                          | Відсутній в титрах                                             | [ 2 ]   |
| 1969 | Швидкісний спуск                                | Downhill Racer                                   | Гість ресторану                   | Відсутній в титрах                                             | [ 2 ]   |
| 1970 | Польовий шпиталь                                | M*A*S*H                                          | Солдат                            | Відсутній в титрах                                             | [ 3 ]   |
| 1970 | Вечірка у Кітті та Стада / Італійський жеребець | The Party at Kitty and Stud's / Italian Stallion | Стад                              |                                                                |         |
| 1970 | Коханці та інші незнайомці                      | Lovers and Other Strangers                       | Гість на весіллі                  | Відсутній в титрах                                             | [ 2 ]   |
| 1970 | Голуби                                          | The Sidelong Glances of a Pigeon Kicker          | Гість на вечірці                  | Відсутній в титрах                                             | [ 2 ]   |
| 1971 | Банани                                          | Bananas                                          | Чоловік в метро                   | Камео, відсутній в титрах                                      | [ 2 ]   |
| 1971 | Клют                                            | Klute                                            | Відвідувач дискотеки              | Відсутній в титрах                                             | [ 2 ]   |
| 1972 | У чому справа, Док?                             | What's Up, Doc?                                  | Гість готелю                      | Відсутній в титрах                                             | [ 4 ]   |
| 1973 | Нікуди сховатися                                | No Place to Hide                                 | Джеррі Севідж                     |                                                                |         |
| 1974 | Лорди Флетбуша                                  | The Lords of Flatbush                            | Стенлі Роселло                    |                                                                |         |
| 1975 | В'язень Другої авеню                            | The Prisoner of Second Avenue                    | Юнак у парку                      | Камео                                                          | [ 5 ]   |
| 1975 | Капоне                                          | Capone                                           | Френк Нітті                       |                                                                |         |
| 1975 | Смертельні перегони 2000                        | Death Race 2000                                  | «Кулеметник» Джо Вітербо          |                                                                |         |
| 1975 | Мандінго                                        | Mandingo                                         | Свідок лінчування                 | Відсутній в титрах                                             | [ 6 ]   |
| 1975 | Прощавай, моя красуне                           | Farewell, My Lovely                              | Джонні                            | Камео                                                          | [ 7 ]   |
| 1976 | Гарматне ядро                                   | Cannonball                                       | Мафіозі                           | Камео, відсутній в титрах                                      | [ 8 ]   |
| 1976 | Роккі                                           | Rocky                                            | Роккі Бальбоа                     | Також сценарист і хореограф з боксу                            |         |
| 1978 | Кулак                                           | F.I.S.T.                                         | Джонні Ковак                      | Також сценарист                                                |         |
| 1978 | Райська алея                                    | Paradise Alley                                   | Космо Карбоні                     | Також режисер і сценарист                                      |         |
| 1979 | Роккі 2                                         | Rocky II                                         | Роккі Бальбоа                     | Також режисер, сценарист і хореограф з боксу                   |         |
| 1981 | Нічні яструби                                   | Nighthawks                                       | Детектив сержант Дік ДаСільва     |                                                                |         |
| 1981 | Перемога                                        | Escape to Victory                                | Капітан Роберт Гатч               |                                                                |         |
| 1982 | Роккі 3                                         | Rocky III                                        | Роккі Бальбоа                     | Також режисер, сценарист і хореограф з боксу                   |         |
| 1982 | Рембо: Перша кров                               | First Blood                                      | Джон Рембо                        | Також сценарист                                                |         |
| 1983 | Залишатись живим                                | Staying Alive                                    | Чоловік на вулиці                 | Також режисер, сценарист і продюсер, камео, відсутній в титрах | [ 9 ]   |
| 1984 | Гірський кришталь                               | Rhinestone                                       | Нік                               | Також сценарист                                                |         |
| 1985 | Рембо: Перша кров, частина II                   | Rambo: First Blood Part II                       | Джон Рембо                        | Також сценарист                                                |         |
| 1985 | Роккі 4                                         | Rocky IV                                         | Роккі Бальбоа                     | Також режисер, сценарист і хореограф з боксу                   |         |
| 1986 | Кобра                                           | Cobra                                            | Лейтенант Маріон «Кобра» Кобретті | Також сценарист                                                |         |
| 1987 | Щосили                                          | Over the Top                                     | Лінкольн Хоук                     | Також сценарист                                                |         |
| 1988 | Рембо ІІІ                                       | Rambo III                                        | Джон Рембо                        | Також сценарист                                                |         |
| 1989 | Тюряга                                          | Lock Up                                          | Френк Леоне                       |                                                                |         |
| 1989 | Танго і Кеш                                     | Tango & Cash                                     | Лейтенант Реймонд Танго           |                                                                |         |
| 1990 | Роккі 5                                         | Rocky V                                          | Роккі Бальбоа                     | Також сценарист                                                |         |
| 1991 | Оскар                                           | Oscar                                            | Анджело «Снепс» Проволоне         |                                                                |         |
| 1992 | Стій, або моя мама стрілятиме                   | Stop! Or My Mom Will Shoot                       | Сержант Джо Бомовські             |                                                                |         |
| 1993 | Скелелаз                                        | Cliffhanger                                      | Гейб Вокер                        | Також сценарист                                                |         |
| 1993 | Руйнівник                                       | Demolition Man                                   | Джон Спартан                      |                                                                |         |
| 1994 | Спеціаліст                                      | The Specialist                                   | Рей Квік                          |                                                                |         |
| 1995 | Твоя студія і ти                                | Your Studio and You                              | Себе                              | Короткометражка, камео, відсутній в титрах                     | [ 10 ]  |
| 1995 | Суддя Дредд                                     | Judge Dredd                                      | Суддя Дредд                       |                                                                |         |
| 1995 | Убивці                                          | Assassins                                        | Роберт Рет                        |                                                                |         |
| 1996 | Денне світло                                    | Daylight                                         | Кіт Латура                        |                                                                |         |
| 1997 | Люди в чорному                                  | Men in Black                                     | Прибулець на екрані телевізора    |                                                                | [ 11 ]  |
| 1997 | Поліцейські                                     | Cop Land                                         | Фредді Хефлін                     |                                                                |         |
| 1997 | Палай Голлівуд, палай                           | An Alan Smithee Film: Burn Hollywood Burn        | Себе                              | Камео                                                          |         |
| 1997 | Життя прекрасне                                 | The Good Life                                    | Бос                               | Камео, невипущений фільм                                       |         |
| 1998 | Мураха Антц                                     | Antz                                             | Вівер                             | Озвучування                                                    |         |
| 2000 | Прибрати Картера                                | Get Carter                                       | Джек Картер                       |                                                                |         |
| 2001 | Гонщик                                          | Driven                                           | Джо Танто                         | Також сценарист і продюсер                                     |         |
| 2002 | Детоксикація                                    | D-Tox                                            | Джейк Маллой                      |                                                                |         |
| 2002 | Янгол помсти                                    | Avenging Angelo                                  | Френкі Делано                     | Direct-to-video                                                |         |
| 2003 | Таксі 3                                         | Taxi 3                                           | Пасажир                           | Камео, відсутній в титрах                                      | [ 12 ]  |
| 2003 | Спритні руки                                    | Shade                                            | Дін «Декан» Стівенс               |                                                                |         |
| 2003 | Діти шпигунів-3D: Кінець гри                    | Spy Kids 3-D: Game Over                          | Кібергеній                        | Подвійна роль                                                  |         |
| 2006 | Роккі Бальбоа                                   | Rocky Balboa                                     | Роккі Бальбоа                     | Також режисер, сценарист і хореограф з боксу                   |         |
| 2008 | Рембо IV                                        | Rambo                                            | Джон Рембо                        | Також режисер і сценарист                                      |         |
| 2009 | Неймовірна любов                                | Kambakkht Ishq                                   | Себе                              | Камео                                                          |         |
| 2010 | Нестримні                                       | The Expendables                                  | Барні Росс                        | Також режисер і сценарист                                      |         |
| 2011 | Зоонаглядач                                     | Zookeeper                                        | Джо, лев (голос)                  | Озвучування                                                    |         |
| 2012 | Нестримні 2                                     | The Expendables 2                                | Барні Росс                        | Також сценарист                                                |         |
| 2012 | Нестримний                                      | Bullet to the Head                               | Джеймс Бономо                     |                                                                |         |
| 2013 | План втечі                                      | Escape Plan                                      | Рей Бреслін                       |                                                                |         |
| 2013 | Останній рубіж                                  | Homefront                                        | —                                 | Лише сценарист і продюсер                                      |         |
| 2013 | Гранд реванш                                    | Grudge Match                                     | Генрі «Бритва» Шарп               | Також хореограф з боксу                                        |         |
| 2014 | Нестримні 3                                     | The Expendables 3                                | Барні Росс                        | Також сценарист                                                |         |
| 2014 | Дістань мене                                    | Reach Me                                         | Геральд                           | Стримінг-реліз                                                 |         |
| 2015 | Крід: Спадок Роккі Бальбоа                      | Creed                                            | Роккі Бальбоа                     | Також продюсер                                                 | [ 13 ]  |
| 2016 | Ретчет і Кланк: Галактичні рейнджери            | Ratchet & Clank                                  | Віктор фон Іон                    | Озвучування                                                    |         |
| 2017 | Вартові галактики 2                             | Guardians of the Galaxy Vol. 2                   | Зоряний яструб                    |                                                                | [ 14 ]  |
| 2017 | Гармидер у світі тварин                         | Animal Crackers                                  | Людина-куля                       | Озвучування                                                    |         |
| 2018 | План втечі 2                                    | Escape Plan 2: Hades                             | Рей Бреслін                       | Direct-to-video                                                |         |
| 2018 | Крід II: Спадок Роккі Бальбоа                   | Creed II                                         | Роккі Бальбоа                     | Також сценарист і продюсер                                     | [ 13 ]  |
| 2018 | Гра пам'яті                                     | Backtrace                                        | Сайкс                             |                                                                |         |
| 2019 | План втечі 3                                    | Escape Plan: The Extractors                      | Рей Бреслін                       | Direct-to-video                                                |         |
| 2019 |                                                 | Rallying Cry                                     | Джаспер Різ                       | Короткометражка                                                |         |
| 2019 | Рембо: Остання кров                             | Rambo: Last Blood                                | Джон Рембо                        | Також сценарист                                                |         |
| 2019 |                                                 | One Night: Joshua vs. Ruiz                       | Себе                              | Документальний фільм, також виконавчий продюсер                |         |
| 2021 | Загін самогубців 2                              | The Suicide Squad                                | Король-Акула                      | Озвучування                                                    |         |
| 2021 |                                                 | The Making of 'Rocky vs. Drago                   | Себе                              | Документальний фільм, також продюсер                           |         |
| 2022 | Самаритянин                                     | Samaritan                                        | Джо Сміт/Немезіда/Самаритянин     | Стримінг-реліз, також виконавчий продюсер                      |         |
| 2022 |                                                 | MVP                                              | —                                 | Лише виконавчий продюсер                                       |         |
| 2023 | Крід III                                        | Creed III                                        | —                                 | Лише продюсер                                                  |         |
| 2023 | Вартові галактики 3                             | Guardians of the Galaxy Vol. 3                   | Зоряний яструб                    |                                                                | [ 15 ]  |
| 2023 | Нестримні 4                                     | The Expendables 4                                | Барні Росс                        |                                                                |         |
| 2025 | Торгівля Левона                                 | Levon's Trade                                    | —                                 | Сценарист, продюсер                                            |         |

## Телебачення
| Рік       | Назва українською                   | Оригінальна назва                          | Роль                     | Примітки                                                                                  | Джерело |
| --------- | ----------------------------------- | ------------------------------------------ | ------------------------ | ----------------------------------------------------------------------------------------- | ------- |
| 1973      | Дотик зла                           | The Evil Touch                             | –                        | Епізод: "Heart to Heart"; лише сценарист                                                  |         |
| 1975      | Поліцейська історія                 | Police Story                               | Елмор «Роккі» Кеддо      | Епізод: "The Cutting Edge"                                                                |         |
| 1975      | Коджак                              | Kojak                                      | Детектив Рік Дейлі       | Епізод: "My Brother, My Enemy"                                                            |         |
| 1979      | Маппет-шоу                          | The Muppet Show                            | Себе                     | Епізод: "Sylvester Stallone"                                                              |         |
| 1985      | Серце чемпіона: Історія Рея Манчіні | Heart of a Champion: The Ray Mancini Story | –                        | Телевізійний фільм; лише виконавчий продюсер                                              |         |
| 1991      | Як у кіно                           | Dream On                                   | Себе                     | Епізод: "The Second Greatest Story Ever Told: Parts 1 & 2"                                |         |
| 1997      | Суботнього вечора в прямому ефірі   | Saturday Night Live                        | Себе / Роккі Бальбоа     | Епізод: "Sylvester Stallone/Jamiroquai"                                                   |         |
| 2002      | Мій батько — лівша                  | Father Lefty                               | —                        | Пілот телесеріалу, який не був повноцінно запущений, лише сценарист і виконавчий продюсер |         |
| 2002      | Діти свободи                        | Liberty's Kids                             | Пол Ревір                | Епізод: "Midnight Ride"; озвучування                                                      |         |
| 2005      | Лас-Вегас                           | Las Vegas                                  | Френк                    | 2 епізоди                                                                                 |         |
| 2005      |                                     | The Contender Rematch: Mora vs. Manfredo   | —                        | Лише виконавчий продюсер                                                                  |         |
| 2006–2009 | Претендент                          | The Contender                              | Себе - Ведучий           | 16 епізодів; також виконавчий продюсер двадцяти одного епізоду                            |         |
| 2010      | Ад: Створення фільму «Нестримні»    | Inferno: The Making of 'The Expendables'   | Себе                     | Телевізійний документальний фільм, також продюсер                                         |         |
| 2013      | Суботнього вечора в прямому ефірі   | Saturday Night Live                        | Три мудреці              | Епізод: "John Goodman/Kings of Leon"; камео, не вказаний в титрах                         | [ 16 ]  |
| 2016      |                                     | S.T.R.O.N.G                                | —                        | 3 епізоди; лише виконавчий продюсер                                                       |         |
| 2017      | Неперевершений приборкувач          | Ultimate Beastmaster                       | —                        | 24 епізоди; продюсер 1 епізоду і виконавчий продюсер 1 епізоду                            |         |
| 2017      | Це — ми                             | This Is Us                                 | Себе                     | Епізод: "Déjà Vu"                                                                         |         |
| 2022      | Король Талси                        | Tulsa King                                 | Дуайт «Генерал» Манфреді | 10 епізодів; також виконавчий продюсер 4 епізодів; постпродукція                          |         |

## Театр
| Рік  | Назва | Роль | Театр              | Примітки | Джерело |
| ---- | ----- | ---- | ------------------ | -------- | ------- |
| 1970 | Score | Майк | Martinique Theater | Камео    | [ 17 ]  |

## Реклама
| Рік  | Назва                                                          | Роль          | Примітки | Джерело |
| ---- | -------------------------------------------------------------- | ------------- | -------- | ------- |
| 2020 | Facebook: Groups - Ready to Rock? - 2020 Super Bowl Commercial | Роккі Бальбоа | Камео    |         |

## Музичні відео
| Рік  | Назва                 | Роль                | Виконавець | Примітки                    | Джерело |
| ---- | --------------------- | ------------------- | ---------- | --------------------------- | ------- |
| 1987 | "Winner Takes It All" | Lincoln "Linc" Hawk | Семмі Агар | Камео, не вказаний в титрах | [ 18 ]  |

## Саундтреки
| Рік  | Назва фільму українською | Оригінальна назва фільму | Назва пісні                                                                                     | Примітки                                           | Джерело |
| ---- | ------------------------ | ------------------------ | ----------------------------------------------------------------------------------------------- | -------------------------------------------------- | ------- |
| 1978 | Райська алея             | Paradise Alley           | "Too Close To Paradise"                                                                         |                                                    |         |
| 1979 | Маппет-шоу               | The Muppet Show          | "Let's Call the Whole Thing Off", "A Bird in a Gilded Cage"                                     | Епізод: "Sylvester Stallone"; не вказаний в титрах | [ 19 ]  |
| 1982 | Роккі 3                  | Rocky III                | "Take You Back"                                                                                 | Не вказаний в титрах                               |         |
| 1984 | Гірський кришталь        | Rhinestone               | "Stay Out of My Bedroom", "Woke Up in Love", "Drinkinstein", "Sweet Lovin' Friends", "Be There" |                                                    |         |
| 2013 | Гранд реванш             | Grudge Match             | Гімн Сполучених Штатів Америки                                                                  |                                                    |         |

## Відеоігри
| Рік  | Назва                              | Роль озвучування     | Примітки                      | Джерело |
| ---- | ---------------------------------- | -------------------- | ----------------------------- | ------- |
| 1994 | Demolition Man                     | Сержант Джон Спартан | Live-action відео             |         |
| 2020 | Mortal Kombat 11                   | Джон Рембо           | Контент, що можна завантажити | [ 20 ]  |
| 2021 | Big Rumble Boxing: Creed Champions | Роккі Бальбоа        |                               |         |